# غار رؤیاهای فراموش‌شده
غار رویاهای فراموش‌شده (انگلیسی: Cave of Forgotten Dreams) فیلمی در ژانر مستند به کارگردانی ورنر هرتسوک است که در سال ۲۰۱۰ منتشر شد. از بازیگران آن می‌توان به ورنر هرتسوک اشاره کرد.
هرتسوگ در این مستند برای اولین بار وارد غار شووه در فرانسه میشود و تصاویری خیره کننده از قدیمی ترین نقاشی های جهان با قدمت 30000 سال نشان میدهد.
هرتسوگ با افراد زیادی مصاحبه میکند و از زوایای مختلف به اهمیت این غار می‌پردازد.